# Movimento Gaza Livre

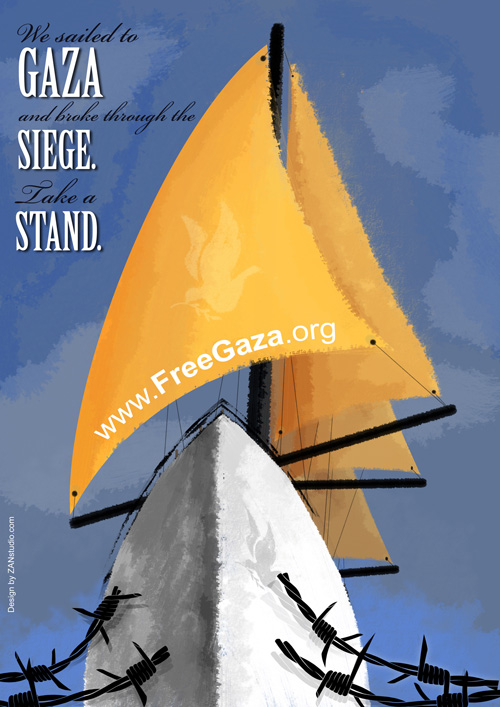
Logotipo do Movimento Gaza Livre.

Movimento Gaza Livre (em inglês:  Free Gaza Movement) é uma coalizão de organizações não governamentais que se opõe ao bloqueio da Faixa de Gaza promovido por Israel e pelo Egito, atuando no sentido de alertar a comunidade internacional para o problema.
Desde agosto de 2008, o movimento organiza flotilhas para Gaza, partindo de Chipre, as quais contam com a participação de observadores internacionais. A organização promoveu três missões em 2008 (agosto, outubro e dezembro) e outras duas nos anos seguintes - em junho de 2009 e em maio de 2010, quando a Flotilha da Liberdade, que levava 10.000 toneladas em ajuda humanitária, foi atacada pelas forças israelenses a 65 km da costa de Gaza, em águas internacionais. Pelo menos 19 pessoas foram mortas e dezenas ficaram feridas 